# Jack Hylton

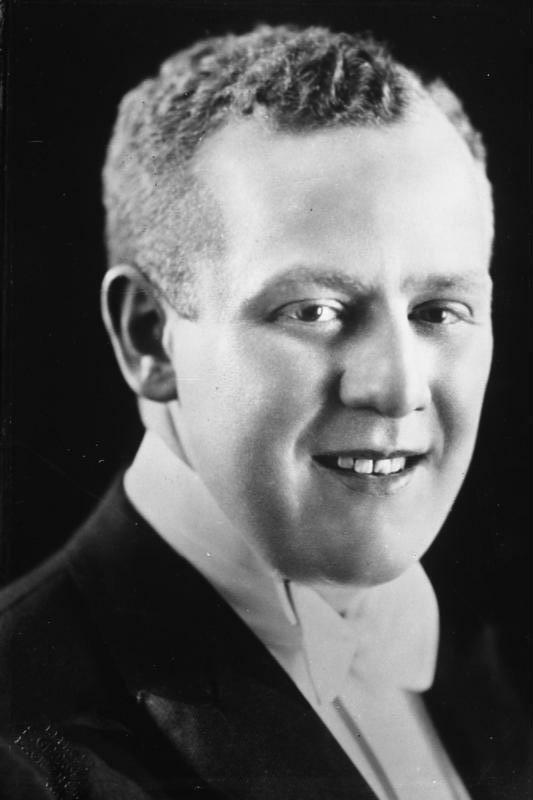
Jack Hylton 1930.

Jack Hylton, egentligen John Greenhalgh Hilton, född 2 juli 1892 i Great Lever i Bolton i Lancashire, död 29 januari 1965 i Marylebone i London, var en brittisk pianist, orkesterledare och teaterproducent. 
Hylton ledde en av 1920- och 1930-talens absolut främsta och populäraste brittiska dans- och showorkestrar, och kan liknas vid en brittisk Paul Whiteman. Sedan i princip alla hans musiker 1940 kallats in till tjänstgöring under andra världskriget lade Hylton dock ned sin orkester och sadlade i stället om till en lika framgångsrik karriär som producent inom främst teater men även TV.